# Pierre Mazuel
Pierre Mazuel (* 1605 in Paris; † 1639 Ort unbekannt) war ein französischer klassischer Instrumentalmusiker aus der Musikerdynastie Mazuel. Sein Vater war Jean Mazuel (Vater), sein Bruder Jean Mazuel (Sohn).
Pierre Mazuel erwarb sich im Jahr 1625 eine Musikerstelle innerhalb der 24 violons du Roi. 1626 spielte er den basse de violon, die haute contre de violon und das Kornett in einer Vereinigung von Orchestermusikern. 1629 ist er in einer anderen Musikervereinigung als Spieler des basse de violon und des taille de cornet nachgewiesen.